# Elaphoglossum paleaceum
Elaphoglossum paleaceum là một loài thực vật có mạch trong họ Lomariopsidaceae. Loài này được (Hook. & Grev.) Sledge mô tả khoa học đầu tiên năm 1967.

## Hình ảnh

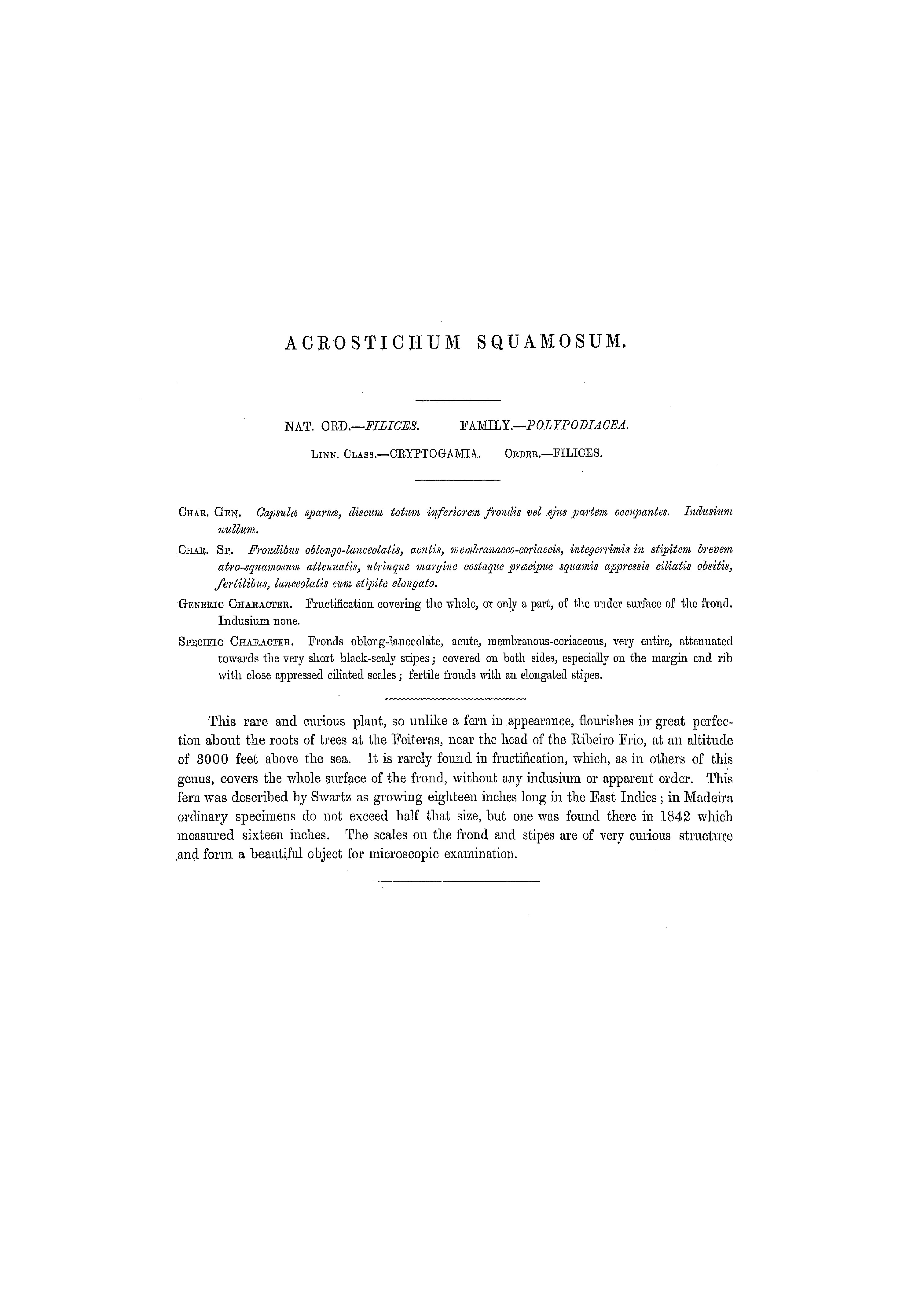
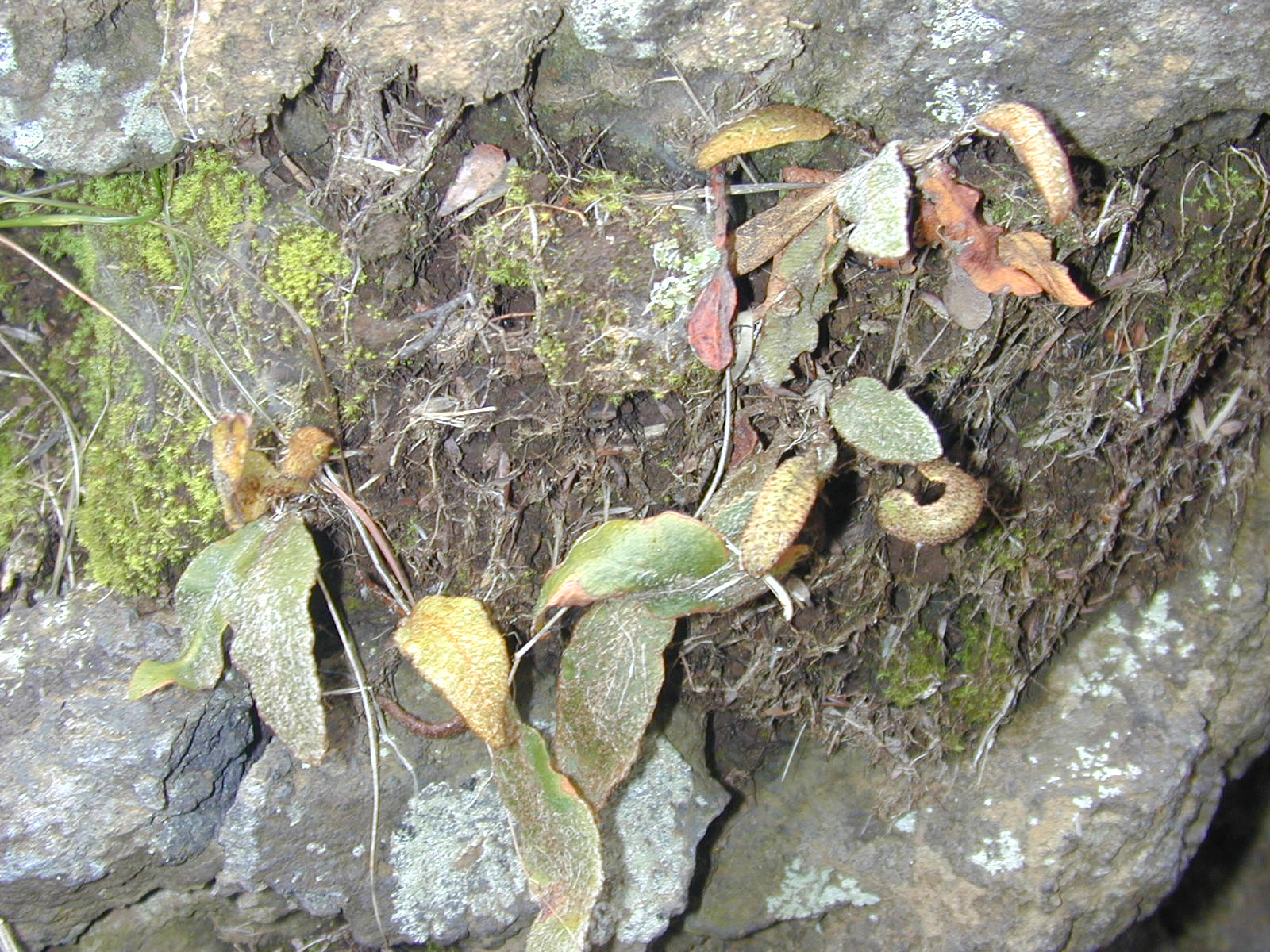
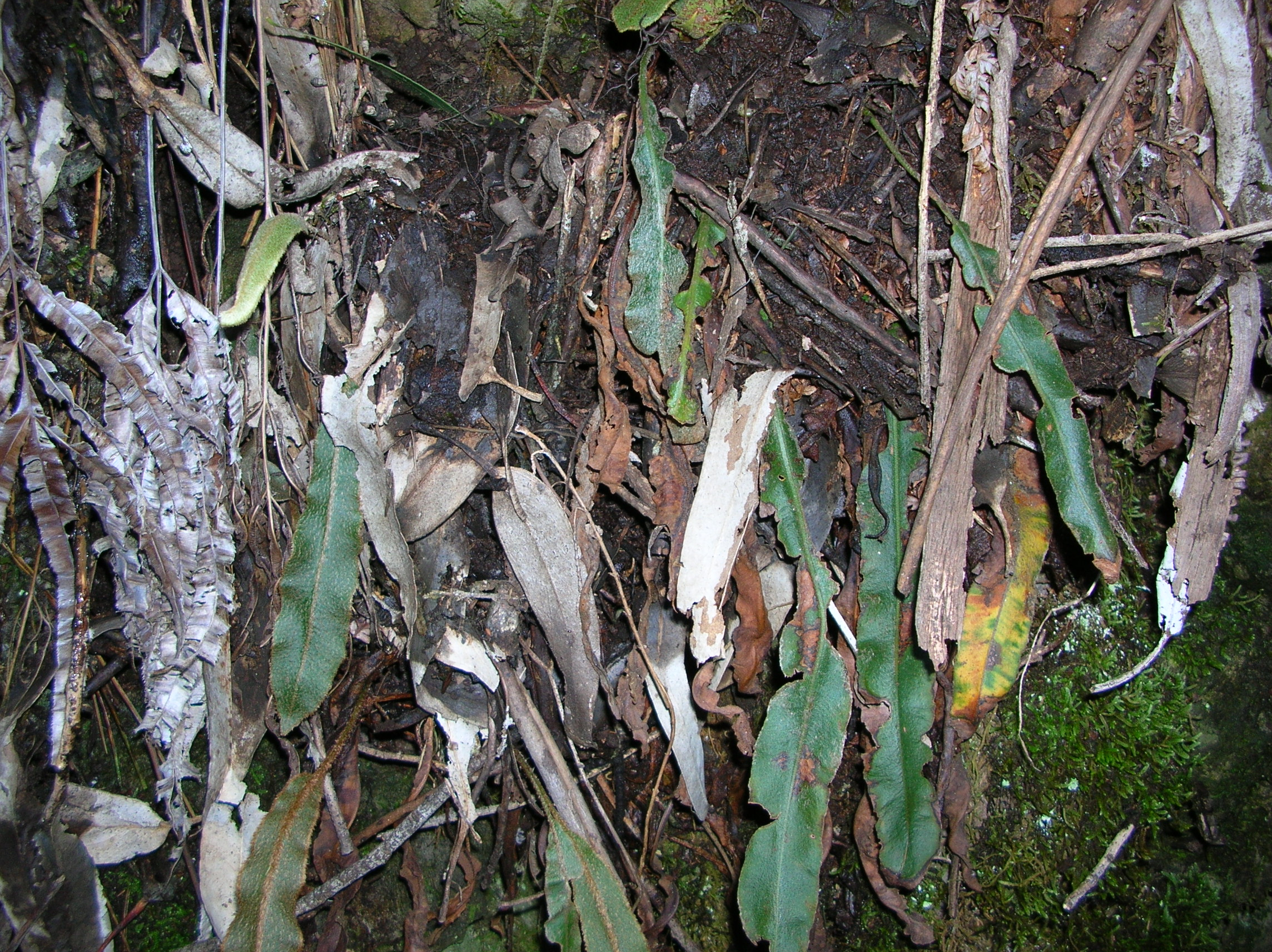
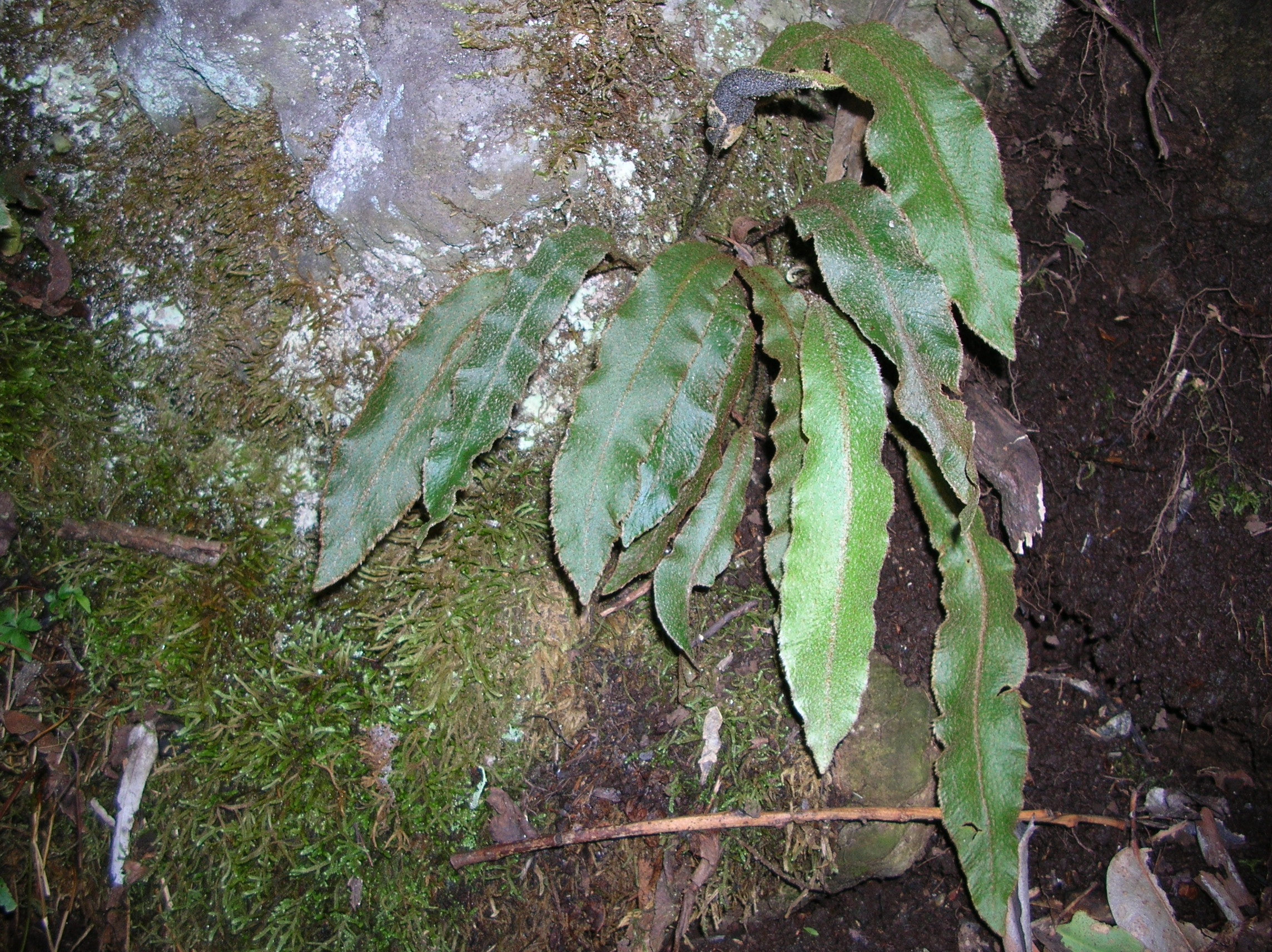